# Holboellia pterocaulis
Holboellia pterocaulis là một loài thực vật có hoa trong họ Lardizabalaceae. Loài này được T.Chen & Q.H.Chen mô tả khoa học đầu tiên năm 1986.